# Amegilla caerulea
Amegilla caerulea är en biart som först beskrevs av Heinrich Friese 1905.  Amegilla caerulea ingår i släktet Amegilla och familjen långtungebin. Inga underarter finns listade i Catalogue of Life.